# Újlengyel
Újlengyel es un pueblo húngaro perteneciente al distrito de Dabas, condado de Pest.

## Superficie
Cuenta con una superficie de 26,25 km².

## Demografía
Hasta 2024 la población era de 1806 habitantes, con una densidad de población de 68,8 hab/km².
| Gráfica de evolución demográfica de Újlengyel entre 2020 y 2024 |
|                                                                 |
| Datos según la Oficina Central de Estadística de Hungría.       |